# Obwód drohobycki
Obwód drohobycki (ros. Дрогобычская область, ukr. Дрогобицька область) – jednostka podziału administracyjnego ZSRR, utworzona 4 grudnia 1939 dekretem Prezydium Rady Najwyższej ZSRR z części terytorium II Rzeczypospolitej zajętych przez Armię Czerwoną po kampanii wrześniowej (powołano wtedy 6 nowych obwodów w składzie USRR, znajdujących się na terenach południowo-wschodniej Polski zajętych przez ZSRR).

## Historia
Zaraz po aneksji, 27 listopada 1939 teren podzielono na 10 ujezdów (powiatów): dobromilski, drohobycki, leski, mościski, przemyski, rudecki, samborski, stryjski, turczański i żydaczowski.
17 stycznia 1940 Prezydium Rady Najwyższej USRR wydało dekret o podziale na rejony zachodnich obwodów USRR. Obwód drohobycki został podzielony na 30 rejonów: birczański, borysławski (do 15 sierpnia 1940 – włączony do drohobyckiego), chodorowski, chyrowski, dobromilski, drohobycki, dublański, komarniański, krukienicki, leski, ławoczniański (od 11 listopada 1940 sławski), medenicki, medycki, mikołajowski, mościski, nowostrzeliski, podbuski, przemyski, rudecki, samborski, sądowowiszniański, skolski, starosamborski, stryjski, strzyłecki, turczański, ustrzycki, wysocki (od 11 listopada 1940 boryński), żurawieński żydaczowski i 5 miast na prawach rejonów: Borysław, Drohobycz, Przemyśl, Sambor, Stryj. 
Obwód funkcjonował do agresji niemieckiej 22 czerwca 1941. Został odtworzony w sierpniu 1944, jednak w marcu 1945 przekazano Polsce miastao Przemyśl, rejony birczański, leski, większą część rejonu przemyskiego (ze wschodniej części utworzono rejon niżankowicki) oraz częściowo dobromilskiego, medyckiego, mościskiego, ustrzyckiego i chyrowskiego.
W maju 1948 przyłączono do Polski kolejne miejscowości obwodu drohobyckiego: Medyka, Siedliska, Jaksmanice (z rejonu medyckiego), Malhowice, Rożubowice, Sierakośce (z rejonu niżankowickiego), Kwaszenina, Hujsko i Paportno (z rejonu dobromilskiego), Starzawa i Kowaliki (z rejonu mościskiego) oraz część Liskowatego (z rejonu chyrowskiego). Ta korekta również nie uwzględniała składu narodowościowego włączonych miejscowości, w następstwie czego zamieszkująca je ludność ukraińska została wysiedlona do Związku Radzieckiego.
W 1951 roku, wskutek wymiany terytoriów, Polsce przekazano prawie cały rejon ustrzycki oraz części rejonów chyrowskiego i strzyłeckiego.
21 maja 1959 obwód drohobycki został włączony do obwodu lwowskiego.
W momencie likwidacji liczył 19 rejonów i 5 miast na prawach rejonów: rejon boryński, dobromilski, drohobycki, żydaczowski, chodorowski, medenicki, mościski, rejon niżankowicki, mikołajowski, rudecki, samborski, skolski, sławski, starosamborski, strzyłkowski, stryjski, sądowowiszniański, turczański, chodorowski, Borysław, Drohobycz, Sambor, Stryj, Truskawiec.

## Władze obwodu

### I sekretarze komitetu obwodowego partii
- Jakiw Tkacz (1939–1941)
- Stepan Ołeksenko (1944–1946)
- Iwan Horobeć (1947–1950)
- Stepan Ołeksenko (1950–1952)
- Dmytro Hapij (1952–1953)
- Tymofij Żukow (1953–1954)
- Dmytro Hapij (1954–1956)
- Wołodymyr Drużynin (1956–1959)

### Przewodniczący obwodowego Komitetu Wykonawczego partii
- Danyło Łeżenko (1939–1941 і 1944–1946)
- Iwan Krawczuk (1946–1947)
- Iwan Jaworśkyj (1947–1957)
- Ilia Tarnawśkyj (1957–1959)